# Mochtar Riady
Mochtar Riady (chiń. 李文正; ur. 12 maja 1929 w Malang) – indonezyjski przedsiębiorca; założyciel konglomeratu Lippo Group. 
Jego majątek szacowany był w 2018 r. na 2,8 mld USD.